# La Poile (rivier)
De La Poile (Engels: La Poile River) is een 46 km lange rivier die zich in het zuidwesten van het Canadese eiland Newfoundland bevindt. 

## Verloop
De rivier vindt zijn oorsprong in moerasgebieden in het binnenland van zuidelijk Newfoundland. De La Poile stroomt vanaf daar onafgebroken in zuidelijke à zuidwestelijke richting. Na 46 km mondt de rivier uit in La Poile Bay, een grote baai die ver insnijdt in Newfoundlands zuidkust. Aan de monding ligt het spookdorp North Bay, de enige plaats aan de rivier.

## Zalmen
De La Poile is een van de tientallen Newfoundlandse rivieren die Atlantische zalmen jaarlijks gebruiken voor hun paaitrek.